# Anisostachya humblotii
Anisostachya humblotii är en akantusväxtart som beskrevs av Raymond Benoist. Anisostachya humblotii ingår i släktet Anisostachya och familjen akantusväxter. Inga underarter finns listade i Catalogue of Life.